# Ділетта Джьямпікколо
Ділетта Джьямпікколо (італ. Diletta Giampiccolo; нар. 27 липня 1974, Катанія, Сицилія) — італійська борчиня вільного стилю, срібна призерка чемпіонату світу, триразова бронзова призерка чемпіонатів Європи, учасниця Олімпійських ігор.

## Біографія
Боротьбою почала займатися з 1992 року. Виступала за борцівський клуб Polisportiva, Mandraccio. Тренер — Луціо Канева.

## Виступи на Олімпіадах
| Змагання                    | Збірна | Вагова категорія          | Місце |
| --------------------------- | ------ | ------------------------- | ----- |
| Літні Олімпійські ігри 2004 | Італія | жіноча боротьба, до 55 кг | 10    |

### Виступи на Чемпіонатах світу
| Змагання                        | Збірна | Вагова категорія          | Місце  |
| ------------------------------- | ------ | ------------------------- | ------ |
| Чемпіонат світу з боротьби 1995 | Італія | жіноча боротьба, до 61 кг | 4      |
| Чемпіонат світу з боротьби 1996 | Італія | жіноча боротьба, до 61 кг | 7      |
| Чемпіонат світу з боротьби 1997 | Італія | жіноча боротьба, до 62 кг | 11     |
| Чемпіонат світу з боротьби 1998 | Італія | жіноча боротьба, до 56 кг | 10     |
| Чемпіонат світу з боротьби 1999 | Італія | жіноча боротьба, до 62 кг | 10     |
| Чемпіонат світу з боротьби 2000 | Італія | жіноча боротьба, до 62 кг | 5      |
| Чемпіонат світу з боротьби 2001 | Італія | жіноча боротьба, до 62 кг | Срібло |
| Чемпіонат світу з боротьби 2002 | Італія | жіноча боротьба, до 63 кг | 22     |
| Чемпіонат світу з боротьби 2003 | Італія | жіноча боротьба, до 55 кг | 11     |
| Чемпіонат світу з боротьби 2005 | Італія | жіноча боротьба, до 59 кг | 11     |

### Виступи на Чемпіонатах Європи
| Змагання                         | Збірна | Вагова категорія          | Місце  |
| -------------------------------- | ------ | ------------------------- | ------ |
| Чемпіонат Європи з боротьби 1996 | Італія | жіноча боротьба, до 61 кг | 7      |
| Чемпіонат Європи з боротьби 1998 | Італія | жіноча боротьба, до 56 кг | Бронза |
| Чемпіонат Європи з боротьби 1999 | Італія | жіноча боротьба, до 62 кг | Бронза |
| Чемпіонат Європи з боротьби 2000 | Італія | жіноча боротьба, до 62 кг | 7      |
| Чемпіонат Європи з боротьби 2001 | Італія | жіноча боротьба, до 56 кг | 8      |
| Чемпіонат Європи з боротьби 2003 | Італія | жіноча боротьба, до 55 кг | 13     |
| Чемпіонат Європи з боротьби 2005 | Італія | жіноча боротьба, до 59 кг | Бронза |

### Виступи на інших змаганнях
| Змагання                                                    | Збірна | Вагова категорія          | Місце  |
| ----------------------------------------------------------- | ------ | ------------------------- | ------ |
| Austrian Ladies Open 1997                                   | Італія | жіноча боротьба, до 62 кг | Срібло |
| Austrian Ladies Open 2001                                   | Італія | жіноча боротьба, до 56 кг | 6      |
| Середземноморські ігри 2001                                 | Італія | жіноча боротьба, до 62 кг | Золото |
| Austrian Ladies Open 2003                                   | Італія | жіноча боротьба, до 55 кг | 6      |
| Тестовий турнір FILA 2004                                   | Італія | жіноча боротьба, до 55 кг | 4      |
| Олімпійський кваліфікаційний турнір з боротьби 2004 (Туніс) | Італія | жіноча боротьба, до 55 кг | Срібло |
| Гран-прі Німеччини з боротьби 2005                          | Італія | жіноча боротьба, до 59 кг | Срібло |
| Середземноморські ігри 2005                                 | Італія | жіноча боротьба, до 59 кг | Золото |